# コットン・テール
「コットン・テール」（Cotton Tail）は、デューク・エリントンが1940年に作曲した楽曲。ジョージ・ガーシュウィンの「アイ・ガット・リズム」を参考にリズム・チェンジを行った。最初のエリントンの録音（1940年5月4日）では、エリントンのオーケストラに参加していたベン・ウェブスターのテナーサックス・ソロが話題を呼んだ。もともとインストゥルメンタルだった「コットン・テール」だが、後にエリントン自身が歌詞も書いている。その後、1940年の録音に基づいて、ジョン・ヘンドリックスが歌詞を追加し、ランバート、ヘンドリックス&ロスによって録音された。
ディー・ディー・ブリッジウォーターは、1997年発表のアルバム『ディア・エラ』で同曲を取り上げ、編曲を担当したスライド・ハンプトンがグラミー賞の最優秀インストゥルメンタル・アンド・ボーカル・アレンジメントを1998年に受賞した。

## 特筆すべき録音
- デューク・エリントン・オーケストラ 1940年5月2日
- エラ・フィッツジェラルド : 『シングズ・ザ・デューク・エリントン・ソングブック』 - Ella Fitzgerald Sings the Duke Ellington Songbook (1957年)
- ビッグ・フォア (ジョージ川口、上田剛、中村八大、松本英彦) : 『ジャズ・アット・ザ・トリス』 - Jazz at the Torys (1957年)
- ハリー・ジェイムス : Harry James And His New Swingin' Band (MGM SE-3778 1959年)
- ランバート、ヘンドリックス&ロス : Everybody's Boppin' (1959年8月6日)
- ウェス・モンゴメリー : 『ソー・マッチ・ギター!』 - So Much Guitar! (1961年)
- エラ・フィッツジェラルド & デューク・エリントン : Ella at Duke's Place (1965年)
- メル・トーメ : Mel Tormé and the Marty Paich Dektette - In Concert Tokyo (1988年)
- バディ・リッチ・ビッグ・バンド with ニール・パート : 『バーニング・フォー・バディ〜バディ・リッチに捧ぐ〜』 - Burning for Buddy: A Tribute to the Music of Buddy Rich (1994年) ※オムニバス・アルバム
- デイヴ・グルーシン : 『デュークへの想い』 - Homage to Duke (1993年)
- ディー・ディー・ブリッジウォーター : 『ディア・エラ』 - Dear Ella (1997年)
- ハービー・ハンコック : 『ガーシュウィン・ワールド』 - Gershwin's World (1998年)
- デューク・エリントン・レガシー・バンド featuring ナンシー・リード (ボーカル) (2007年)
- ラッシュ : 『スネークス・アンド・アローズ・ライヴ』 - Snakes & Arrows Live (2008年) ※ニール・パートによる「De Slagwerker」のドラム・ソロのなかで抜粋を演奏